# Матош, Антун Густав
 Антун Густав Матош  (хорв. Antun Gustav Matoš; 13 июня 1873, Вуковарско-Сремская жупания — 17 марта 1914, Загреб) — хорватский писатель, поэт, публицист и критик; представитель литературы модерна.

## Биография
Антун Густав Матош родился 13 июня 1873 года в Товарнике (теперь Вуковарско-Сремская жупания, Хорватия).
В 1891 — 1892 годах учился в Военно-ветеринарном институте в Вене.
В лирике Матоша доминируют философские, патриотические мотивы, присутствуют элементы сатиры (стихотворение «Молодой Хорватии», поэма «Кошмар», сб. «Стихи» — опубл. 1926).
Матош — создатель новых для хорватской литературы поэтических форм, в частности сонета.
В психологических новеллах Матоша сочетаются черты реализма и модернизма, иронии и гротески — сборники «Щепки» (1899), «Новые трески» (1900), «Утомленные сказания» (1909).
А. Г. Матош также является автором сборников эссе «Обзоры» (1905), «Горизонты и пути» (1907), «Заработки» (1913), книги дорожных очерков «Наши люди и края» (1910).
В ряде статей о хорватских и сербских писателях («Стеван Сремац», «Август Харамбашич», «Янко Веселинович», «Милован Глишич» и др.) являются рассуждениями о творчестве Шевченко, Марко Вовчок, Гоголя.

## Творчество
- Iverje (1899)
- Novo iverje (1900)
- Ogledi (1905)
- Vidici i putovi (1907)
- Umorne priče (1909)
- Naši ljudi i krajevi (1910)
- Отдельные стихотворения: Notturno, Utjeha kose, 1909, Jesenje veče.